# كاشتلياش الأول
كاشتلياش الأول (Kaštiliašu؛ وُلد قبل  1681 ق.م؛ وتوفي بعد  1660 ق.م) كان – وفق قائمة الملوك أ – ثالث ملوك الكاشيين. حكم مدة 22 سنة، وكان خلفًا لـ أجوم محرو، وخلفه أبي-رتاش (قائمة الملوك المتزامنة) أو أُشي (قائمة الملوك أ).
وفق الكرونولوجيا الوسطى، وبذلك يكون معاصرًا لكل من أبي-إيشوخ وعمي-ديتانا من بابل. أما وفق الكرونولوجيا القصيرة والكرونولوجيا القصيرة جدًا، فقد كان معاصرًا لـ شمسو-إيلونا.
وقد اقترح أن يُعادل كاشتلياّش من هانا مع كاشتلياّش الأول أو الثاني. ومع ذلك، لا توجد أي دلائل وثائقية أو أثرية على وجود كاشي في هانا.

## الاسم
يذكر اسم هذا الحاكم في ثلاثة مصادر:  
| المصدر                 | شكل كتابة الاسم               |
| ---------------------- | ----------------------------- |
| قائمة ملوك بابل أ      | m/Kaš-til\-iá-šu (I 18')      |
| قائمة الملوك التزامنية | mKaš-til-/x\-šu (I 12')       |
| نقش أغوم كاكريم        | /Kaš-til-ia-šu\ (V R 33 I 17) |

## الحكم
لا تُعرف أية نقوش معاصرة لهذا الحاكم، كما لا يرد ذكره في أي من المصادر المكتوبة المعاصرة له. والمصدر الوحيد للمعلومات عنه هو قوائم الملوك التي دُوّنت لاحقًا (قائمة ملوك بابل أ وقائمة الملوك التزامنية) إضافةً إلى نقش أغوم كاكريم.  
وفقًا لـ قائمة ملوك بابل أ كان ثالث ملوك السلالة الكاشية وحكم لمدة 22 عامًا. وتذكر القائمة أن سلفه كان أغوم الأول وخلفه كان أوششي.  
أما قائمة الملوك التزامنية فتذكر أيضًا أنه ثالث ملوك السلالة الكاشية، وسلفه أغوم الأول، لكنها تشير إلى أن خليفته كان أبي راتاش.  
وتؤكد نقش أغوم كاكريم تسلسل الخلافة المذكور في قائمة الملوك التزامنية، إذ يظهر كاشتلياش الأول فيها بوصفه ابن أغوم الأول (المسمى هنا أغوم العظيم) ووالد أبي راتاش.
ليس من المعروف على وجه التحديد متى حكم كاشتلياش الأول. فـ قائمة الملوك التزامنية تذكر أنه كان معاصرًا للملك شمشي-أداد الثاني ملك آشور (حوالي 1585–1580 ق.م.)، لكن من الأرجح أنه كان معاصرًا لآخر ملوك السلالة البابلية القديمة (النصف الأول من القرن السابع عشر قبل الميلاد).
ويرى بعض الباحثين أن هذا الملك، أو أحد الملكين الآخرين من أوائل الملوك الكاشيين الذين حملوا نفس الاسم (كاشتلياش الثاني أو كاشتلياش الثالث), قد يكون هو نفسه أحد ملوك مملكة هانا الذي كان يحمل اسم كاشتلياش.